# Carmine Tripodi
Carmine Tripodi (Torre Orsaia, 14 maggio 1960 – San Luca, 6 febbraio 1985) è stato un carabiniere italiano, brigadiere dell'Arma dei Carabinieri vittima della 'Ndrangheta.

## Biografia
Di origine campana, s'arruola appena diciassettenne nell'Arma dei Carabinieri il 14 luglio 1977, frequentò il Corso presso la Scuola Carabinieri di Iglesias. Fu promosso carabiniere il 13 gennaio 1978 e destinato al Sottonucleo Carabinieri Quirinale. Successivamente accedette al 31º Corso Allievi Sottufficiali. Promosso vicebrigadiere il 18 maggio 1980, fu assegnato in Calabria, presso la Compagnia Carabinieri di Bianco quale capo equipaggio del Nucleo Radiomobile e successivamente assunse l'incarico di comandante della Squadriglia Carabinieri di Motticella, frazione del comune di Bruzzano Zeffirio. Nel 1982 viene assegnato come sottordine alla Stazione Carabinieri di San Luca, di cui divenne nel 1984 comandante. Nella Locride è la stagione dei sequestri di persona (che hanno fruttato numerosi miliardi di lire alle 'ndrine locali) e Tripodi si distinse nella lotta alla Ndrangheta nei territori dell'Aspromonte per trovare i sequestrati e consegnare alla giustizia i loro carcerieri, grazie alla sua attività vengono arrestati diversi esponenti delle famiglie mafiose coinvolte nei sequestri. Il giovane Brigadiere eccelse nelle indagini connesse ai sequestri dell'imprenditore Giuliano Ravizza (per le quali ricevette un encomio solenne) e dell'ingegnere napoletano Carlo De Feo, tenuto prigioniero per ben 395 giorni in Aspromonte. 

## L'omicidio
La sera del 6 febbraio 1985 Tripodi sta rientrando a casa, si trova sulla sua macchina lungo la provinciale che da San Luca porta alla marina quando ad un certo punto viene bloccato da un commando composto da tre malviventi che gli spara contro diversi colpi di lupara, lui seppur ferito riesce a reagire estrae la pistola d'ordinanza e spara ferendo uno dei sicari per poi accasciarsi esanime all'interno della sua autovettura.

## Il processo
In poco tempo vengono individuati ed arrestati i suoi presunti assassini, tutti appartenenti alle locali cosche: Domenico Strangio, Rocco Marrapodi e Salvatore Romeo ma nei processi che si svolgeranno negli anni seguenti verranno tutti assolti; Il delitto rimane ancora oggi irrisolto.

## Riconoscimenti
Al Brigadiere Tripodi è stata intitolata:
- Motovedetta Carabinieri 816 dislocata in Gaeta (LT)
- Piazza antistante la Stazione carabinieri di San Luca,
- Stazione Carabinieri di San Luca[5].
- Stazione carabinieri di Torre Orsaia (SA), suo paese natio.
- Via antistante gli alloggi della caserma di Locri, cointestata con il collega Antonino Marino con la quale hanno condiviso l'analogo tragico destino.